# Заборовье (Карамышевская волость)
Заборовье — деревня в Карамышевской волости Псковского района Псковской области России.

## География
Расположена в 10 км к юго-западу от села Карамышево и в 27 км к востоку от центра города Пскова. В этом же районе в 19 км к востоку от села Карамышево есть вторая одноимённая деревня.

## Население
| 2001 | 2002 | 2010 |
| ---- | ---- | ---- |
| 5    | ↘4   | ↘0   |